# درس آناتومی دکتر دجیمان
درس آناتومی دکتر دجیمان (انگلیسی: The Anatomy Lesson of Dr. Deijman) نام یک نگاره است که در سال ۱۶۵۶ میلادی، توسط نقاش مشهور رامبرانت کشیده شده است که هم‌اکنون این اثر در موزه آمستردام نگهداری می‌شود. این نقاشی بیانگر آموزش چگونگی جراحی روی مغز توسط دکتر دجیمان به شاگردان خود می‌باشد.